# František Fábrik
František Fábrik je bývalý slovenský zápasník. Jako senior reprezentoval Československo, v kategorii veteránů pak Slovensko. Vybojoval 8 titulů mistra Československa ve volném stylu, v roce 2000 se stal mistrem Slovenska v kategorii veteránů skupiny B. V roce 1974 vybojoval na seniorském mistrovství Evropy ve volném stylu 5. místo v kategorii do 68 kg a v roce 1993 vybojoval na mistrovství světa veteránů bronz.